# José Ramos Delgado
José Ramos Delgado (25 d'agost de 1935 - 3 de desembre de 2010) fou un futbolista argentí, fill de pares de Cap Verd. Va formar part de l'equip argentí a la Copa del Món de 1958.